# Melanis passiena
Melanis passiena is een vlindersoort uit de familie van de prachtvlinders (Riodinidae), onderfamilie Riodininae.
Melanis passiena werd in 1870 beschreven door Hewitson.